# V. obvod (Budapešť)
V. obvod, nazývaný též Belváros-Lipótváros leží v samém centru Budapešti. Nachází se zde správní úřady celého Maďarska. Jeho název znamená Vnitřní Město – Leopoldovo Město.

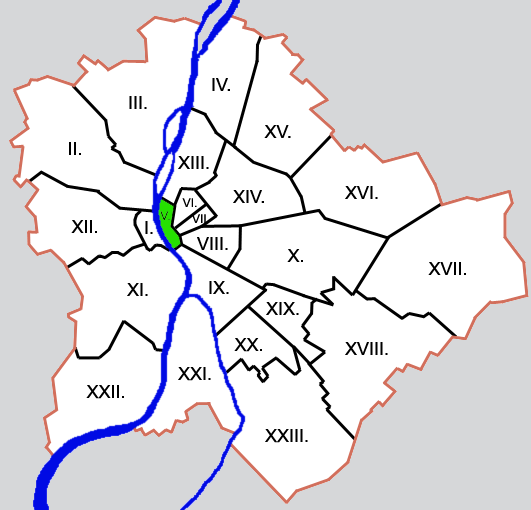
Poloha V. obvodu

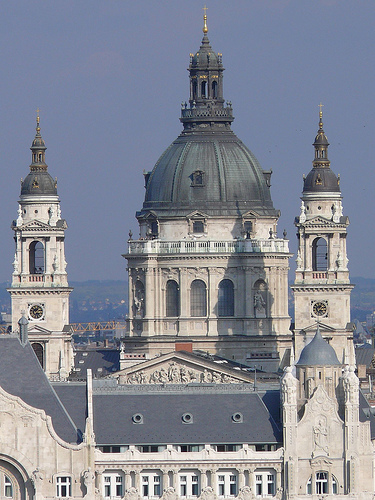
Katedrála sv. Štěpána v Budapešti

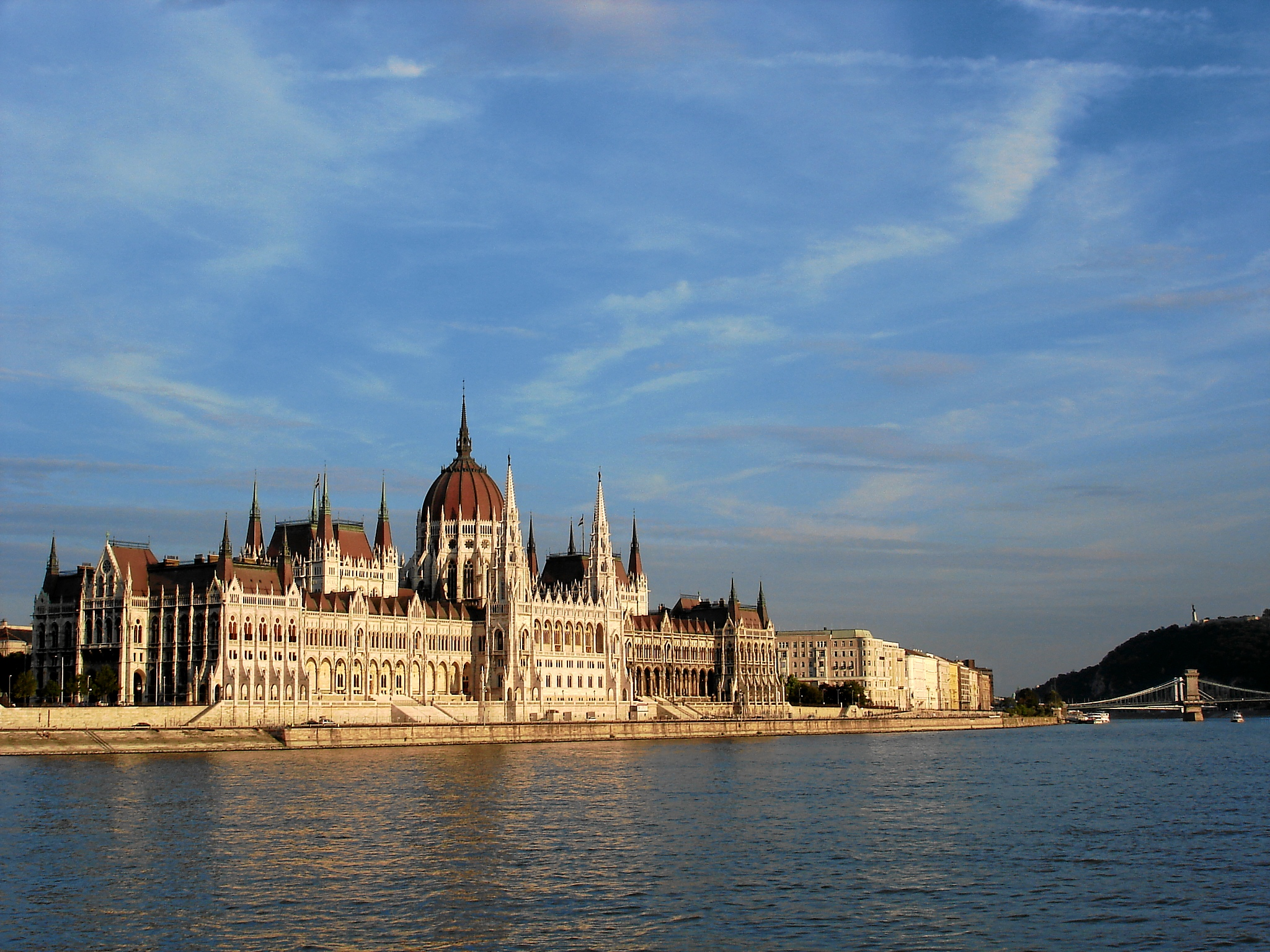
Maďarský parlament

## Poloha
V. obvod leží v centru Budapešti na levém břehu Dunaje.

## Historie
Na místě dnešního V. obvodu bylo římské osídlení zvané Panonion. Později zde bylo vystavěno královské město Pešť. V roce 1838 bylo v důsledku povodní město téměř zničeno. V té době se zde otevřela železnice a lodní doprava. Byl postaven také první stálý most. V roce 1848 se tu odehrála revoluce. Pešť byla roku 1873 jedním ze zakladatelů hlavního města Budapešť.

## Doprava
- Přístavy
- Metro, autobusy, tramvaje
- Řetězový most Széchenyi Lánchíd, Alžbětin most (Erzsébet híd), Szabadság híd
- Některé ulice jsou určeny pouze pro pěší.

## Pozoruhodnosti
- Maďarský parlament
- Széchenyiho řetězový most
- Maďarská přírodovědná akademie
- Maďarská Národní Banka
- Univerzitní knihovna (ELTE)
- Palác Borsa
- Palác Gresham
- Palác Károlyi
- Palác Vigadó
- Justiční palác (Budapešť) – nyní etnografické muzeum
- Divadlo Jószefa Katony
- Katedrála svatého Štěpána
- Srbský kostel svatého Jiří (Budapešť)
- Kostel Nanebevzetí Panny Marie (Belváros-Lipótváros)
- Kostel Narození Panny Marie (Belváros-Lipótváros)
- Kostel svatého Petra (Belváros-Lipótváros)
- Kostel svaté Anny (Belváros-Lipótváros)
- Kostel svatého Michaela (Belváros-Lipótváros)
- Evangelický kostel na Deákově náměstí